# Victor Skrebneski
Victor Skrebneski (17. prosince 1929 Chicago – 4. dubna 2020) byl americký fotograf narozený v Chicagu rodičům polského a ruského původu. V roce 1943 studoval na School of Art Institute of Chicago a v letech 1947–1949 navštěvoval technologický institut v Illinois. V roce 1952 založil vlastní studio v Chicagu. Umělecký institut v Chicagu uskutečnil výstavu jeho děl v roce 1969.

## Životopis
Victor Skrebneski je nejznámější svými módními fotografiemi a prací pro reklamní kampaně jednotlivých kosmetických produktů, vůní a péče o pleť společnosti Estee Lauder, Inc., a to zejména jeho patnáct roků spolupráce (1970–1985) s modelkou Karen Grahamovou, se kterou vytvořil portfolio marketingové kampaně známé jako „Estee Lauder Woman“. Dlouhá životnost a formát této kampaně ji činí jedinečným v anketách marketingu. Pokaždé jiný portrét Karen Grahamové byl každý měsíc umisťován do prestižních módních časopisů zobrazujících prvek v idealizovaném životě „The Estee Lauder Woman“, často fotografovaný černobíle, neobvyklé médium pro kosmetiku, vůni a produktové řady pro péči o pleť, které se běžně spoléhaly na vizuální dopad barevné fotografie. Během práce na tomto tématu vytvořili přibližně sto osmdesát portrétů Grahamové, každý pozoruhodně individuální, ale vysoce rozpoznatelný. Lze uvést, že to byl úspěch, kterého dosáhlo jen málo fotografů nebo propagačních agentur. Jejich spolupráce byla přátelsky ukončena, když Karen Graham odešla z modelingové profese.
Pan Skrebneski také fotografoval různé celebrity, mezi které patřily například Cindy Crawford (pořídil její první pozoruhodné fotografie), Oprah Winfreyová, Audrey Hepburnová, Diana Rossová, Hubert de Givenchy, Pavlína Pořízková, Diahann Carroll nebo François Truffaut. Vytvořil řadu dalších reklamních kampaní. Ikonické černobílé Skrebneskiho plakáty pořízené pro Mezinárodní filmový festival v Chicagu často zobrazovaly nahé modelky a v průběhu let se staly předměty sběratelského zájmu.
Victor Skrebneski zemřel na rakovinu 4. dubna 2020 ve věku 90 let.